# Wolfgang Boettcher (Musiker)

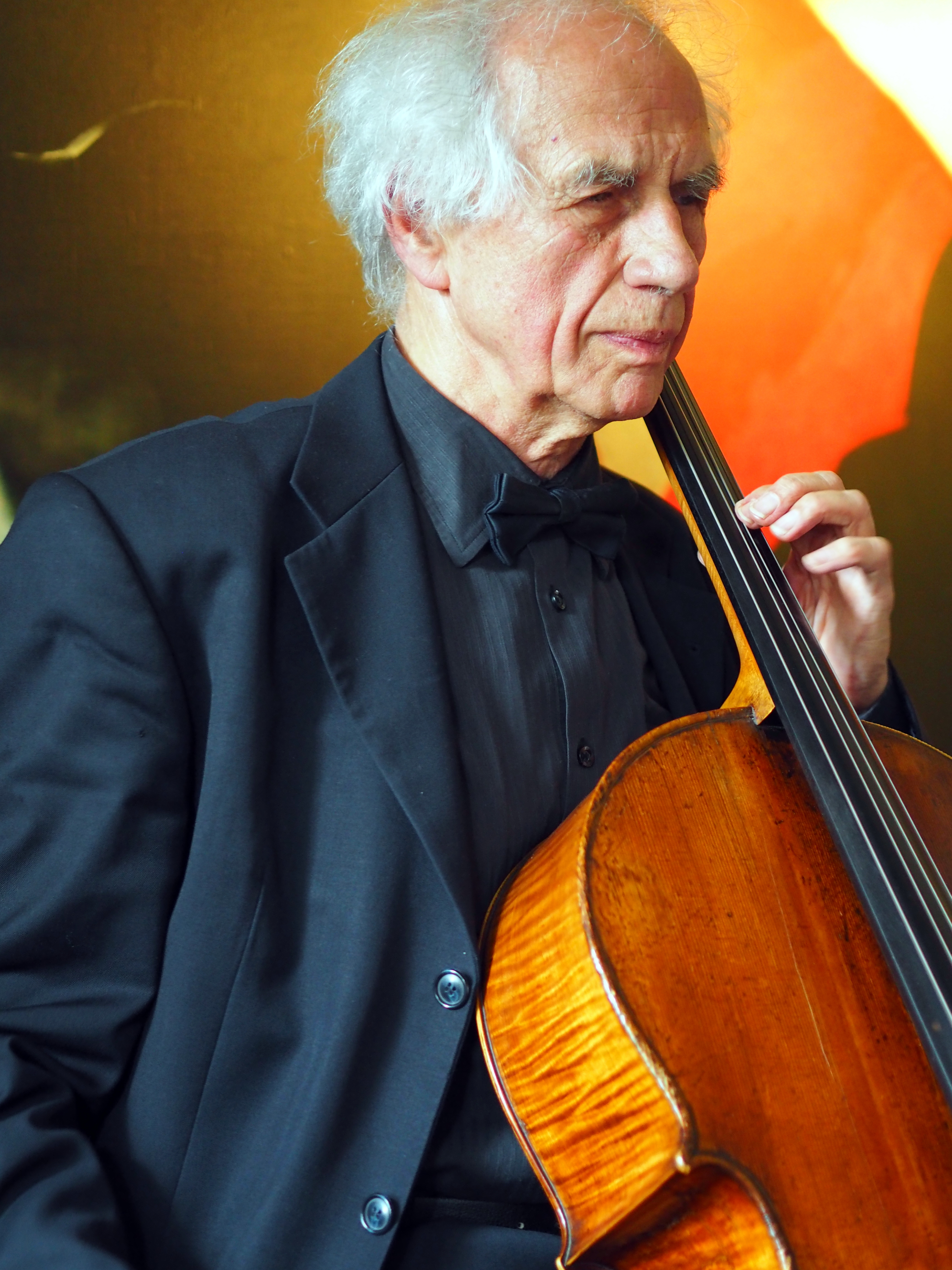
Wolfgang Boettcher, Juni 2015

Wolfgang Boettcher (* 30. Januar 1935 in Berlin; † 24. Februar 2021 ebenda) war ein deutscher Cellist und Hochschullehrer.

## Leben und Wirken
Wolfgang Boettcher wurde von Richard Klemm ausgebildet. Er gewann im Jahr 1958, zusammen mit seiner älteren Schwester, der Mannheimer Pianistin Ursula Trede-Boettcher, den zweiten Preis beim Internationalen Musikwettbewerb der ARD in München. Bis 1976 war er zweiter Solo-Cellist der Berliner Philharmoniker. Ab 1976 übernahm er eine Professur an der Hochschule der Künste Berlin, der heutigen Universität der Künste Berlin.
Boettcher gehörte zu den Gründungsmitgliedern des Ensembles „Die 12 Cellisten“ sowie des Brandis-Quartetts. Er war von 1986 bis 1992 künstlerischer Leiter der Sommerlichen Musiktage Hitzacker und Professor an der „Carl Flesch Akademie Baden-Baden“. 1988 wurde er Mitglied der Bayerischen Akademie der Schönen Künste.
Zu seinen Schülern zählen Jan Diesselhorst (1954–2009), der ebenfalls Mitglied des Ensembles Die 12 Cellisten war, Wen-Sinn Yang und Dietmar Schwalke.
Gemeinsam mit seinen beiden Schwestern Ursula am Klavier und Marianne an der Geige gab Boettcher auch im hohen Alter weiterhin Konzerte. Er war mit Regina Vollmar, der Nichte seines Patenonkels Eberhard Preußner, verheiratet, mit der er einen Sohn und vier Töchter, u. a. die Schauspielerin Anna Böttcher, hatte.

## Veröffentlichungen
- mit Winfried Pape: Das Violoncello – Geschichte, Bau, Technik, Repertoire. Schott, Mainz 1996. 2., verbesserte Auflage 2005, ISBN 3-7957-0283-6.